# 广东蒲桃
广东蒲桃（学名：Syzygium kwangtungense）是桃金娘科蒲桃属的植物，是中国的特有植物。分布在中国大陆的广西、广东等地，常生于低海拔常绿林里，目前尚未由人工引种栽培。